# Hartwell, Buckinghamshire
Hartwell var en civil parish fram till 1986 när blev den en del av Stone with Bishopstone and Hartwell, i grevskapet Buckinghamshire, i England. Civil parish var belägen 3 km från Aylesbury och hade 102 invånare år 1971.